# Sniper Ghost Warrior Contracts 2
Sniper Ghost Warrior Contracts 2 — тактичний шутер, стелс відеогра, розроблена і видана CI Games. Це шостий тайтл у серії Sniper: Ghost Warrior, що є продовженням Sniper Ghost Warrior Contracts. Гра вийшла 4 червня 2021 року для Microsoft Windows, PlayStation 4, Xbox One та Xbox Series X / S. Наразі випуск версії PlayStation 5 відбувся у 24 серпня 2021 року.
Поді в грі відбуваються на Близькому Сході.

## Розробка
Sniper Ghost Warrior Contracts 2 був розроблений польським розробником відеоігор CI Games, розробником серії Sniper: Ghost Warrior . Розробка розпочалася незабаром після попередників Sniper Ghost Warrior Contracts .

## Реліз
Гра вийшла на Microsoft Windows, PlayStation 4, Xbox One та Xbox Series X / S 4 червня 2021 року. Її планують випустити на PlayStation 5 пізніше в 2021 році.

## Рецензії
| Агрегатор  | Оцінка                              |
| ---------- | ----------------------------------- |
| Metacritic | PC: 72/100 PS4: 68/100 XSXS: 74/100 |

Sniper Ghost Warrior Contracts 2 отримала «змішані або середні відгуки» відповідно до агрегатора оглядів Metacritic .
GameStar' Sascha Penzhorn оцінив гру у 75 з 100. Він назвав гру зробленою для тих хто «насолоджуватися планування вчиненого міжміськими пострілів»
Як писав український портал ITC.ua, Sniper Ghost Warrior Contracts 2 — це той самий Sniper Ghost Warrior Contracts, тільки події відбуваються не в Сибіру, а на Близькому Сході. За даними цього порталу, «графіка стала трохи краще і з'явилися деякі цікаві знахідки в плані побудови рівнів. Але по геймплею, темпу, відчуттям, по загальній концепції — це та ж сама гра».